# Mosur
Mosur (ukr. Мо́сир) – wieś w rejonie kowelskim obwodu wołyńskiego, położona na południe od Lubomla. W 2001 roku wieś liczyła 365 mieszkańców. 
Moszur był wsią starostwa lubomelskiego w 1570 roku. W 1933 roku wieś liczyła 124 gospodarstw.
Do 2020 w rejonie lubomelskim.